# Gareth Gates
Gareth Paul Gates (* 12. července 1984 Bradford) je anglický zpěvák a skladatel. Účastnil se první řady talentové show Pop Idol. Gates prodal ve Spojeném království přes 3,5 milionu desek. Je také známý tím, že koktá, o své vadě řeči mluvil i veřejně. V roce 2009 vstoupil do hudebního divadla a hrál hlavní roli ve West End Josepha And Amazing Technicolor Dreamcoat v divadle Adelphi. Také hrál roli Eddieho v hudebním Loserville, Warner v Legally Blonde v roce 2012 a Dean v Boogie Nights musical In Concert v roce 2013. Jeho první singl, cover písně Unchained Melody, se v britském singlového žebříčku na první místo. Poté následoval další singl číslo jedna, „ Anyone Of Us (Stupid Mistake)“, z roku 2002. V březnu 2014 vydala společnost Sony Music jeho kompilační album „The Best of Gareth Gates“, které obsahuje singly z jeho prvních dvou alb a dvě další skladby z jeho prvního alba.